# Arborio
Arborio (Arbeu in piemontese) è un comune italiano di 853 abitanti della provincia di Vercelli in Piemonte.

## Geografia fisica
Il comune di Arborio si trova in provincia di Vercelli a 27,9 km dal capoluogo e a circa 79 km da Torino. Il territorio è quasi del tutto pianeggiante ed è compreso tra il fiume Sesia (ad est) e il torrente Marchiazza (a ovest).

## Storia
La prima menzione del borgo si ha nel 999 in un diploma di Ottone III a favore del vescovo di Vercelli, Leone. Arborio fu confermato ai vescovi nel 1027 dall'imperatore Corrado II e nel 1152 da Federico I il Barbarossa.
Nel XII secolo sul territorio dominano i conti di Biandrate. Nel 1179 il conte Ottone cede Arborio al comune di Vercelli e contemporaneamente si insediano i de Arborio con Guglielmo. Il consortile dei signori di Arborio appare ben consolidato nel secolo XIV e comprende numerose famiglie, tra cui gli Squarra, i Biamino, i Teta, i Gattinara, i de Rege. Nel 1335 il paese passa ai Visconti. Nel 1404 i de Arborio si sottomettono ai Savoia. Tra il 1405 e il 1407 il luogo è occupato da Facino Cane per conto del marchese di Monferrato. Nel 1407 i de Arborio si sottomettono di nuovo ai conti di Savoia, che acquisiscono stabilmente il territorio nel 1427.
L'imperatore Massimiliano I nel 1513 inserisce Arborio nella contea di Gattinara che viene concessa a Mercurino Arborio di Gattinara, il futuro gran cancelliere di Carlo V. Nel 1525 il duca Carlo III di Savoia rinnova la costituzione del comitato a favore di Mercurino e l'imperatore Carlo V la conferma nel 1526. Nel 1621 il duca Carlo Emanuele I di Savoia trasforma in marchesato la contea di Gattinara a favore di Mercurino Filiberto Arborio di Gattinara.
Il paese dà il nome alla celebre varietà Arborio di riso.

### Simboli
Lo stemma comunale e il gonfalone sono stati concessi con decreto del presidente della Repubblica del 7 giugno 2011.
(D.P.R. 7 giugno 2011)
Il gonfalone è un drappo di giallo con la bordatura di azzurro.

## Monumenti e luoghi d'interesse
La parrocchiale di San Martino di forma rotonda con cinque altari è opera pregevole dell'architetto Michele Richiardi, la cui edificazione risale al 1769, mentre il campanile è dell'architetto Nicola Nervi e fu costruito nel 1786.  Negli anni settanta fu demolita la più antica chiesa di Santa Maria, che presentava rilevanti strutture del periodo romanico e gotico. Notevoli sono gli affreschi dell'oratorio di San Sebastiano, situato fuori del paese e risalgono al secolo XV e rappresentano scene della Passione di Gesù Cristo.
 Dell'antico castello, menzionato nei documenti già nel 1224 vi sono tracce rilevanti. Presenta varie monofore a sesto acuto nell'antica rocca, nella parte più elevata e interna mentre dell'antico ricetto, aggregato al castello, rimangono alcuni edifici dalle forme interessanti.

## Società

### Evoluzione demografica
Negli ultimi cento anni, a partire dal 1921, la popolazione residente è dimezzata.
Abitanti censiti

## Economia
L'attività prevalente della zona è la risicoltura, ma non mancano attività industriali e artigianali, quali tessile, abbigliamento, laterizi, ceramiche. Nel 1946 Domenico Marchetti riuscì a ottenere una pregevole varietà di riso che porta appunto il cognome, il Rosa Marchetti.

## Infrastrutture e trasporti
Tra il 1879 e il 1933 Arborio fu servito dalla tranvia Vercelli-Aranco.

## Amministrazione
| Periodo       | Periodo   | Primo cittadino     | Partito      | Carica  | Note |
| ------------- | --------- | ------------------- | ------------ | ------- | ---- |
| 6 giugno 2016 | in carica | Annalisa Ferrarotti | lista civica | Sindaco |      |